# Privilegium Magnum
Privilegim Magnum (privilegi major) són unes disposicions de les Constitucions catalanes de les Corts de Barcelona de desembre de 1283 que, entre altres coses, estableixen que el rei no podrà imposar nous impostos sense aprovació de les Corts.
Després de confirmar els Furs de València, pel rei Pere el Gran, fill de Jaume I va concedir el mateix any el Privilegium Major com a resposta de la confirmació general dels furs dels aragonesos a València.
És així com van néixer l'equivalent dels ajuntaments actuals amb la seva organització administrativa.